# Орасио Подеста
непознато
Орасио Подеста (шп. Horacio Podestá; Буенос Ајрес, 26. јул 1911 — 15. јул 1999) био је аргентински веслачки репрезентативац. Веслао је у двојцу без кормилара, а био је члан веслачког клуба Марина из Буенос Ајреса.
Подеста је такмичећи се у пару са Хулиом Куратељом учествовао на Летњим олимпијским играма 1936. Берлину. Стигли су трећи иза двојаца Немачке и Данске. Освојена бронзана мрдаља била је прва олимпијска медаља у веслању за Аргентину.